# Juan Bautista Borja y Larraspuru
Juan Bautista Francisco de Borja y Larráspuru (Popayán, Nuevo Reino de Granada, 5 de julio de 1643- 1657)fue un noble neogranadino, general del ejército del Perú, corregidor, capitán a guerra de la villa de Río-Bamba y caballero de la orden de Santiago.

Escudo de armas del Ducado de Gandía de los Borja o Borgia

La Real Audiencia de Santafé le otorga todas las encomiendas de su padre el 17 de noviembre de 1671. También fue sucesor legítimo de la casa solar de Basterrica de su familia en España.

## Familia
Hijo de Juan Pedro de Borja y Miguel de Heredia, Capitán y Tomasa Larraspuru. Se casó con María Antonia Rosa de Paz Duque de Estrada y Cornejo y luego con María Ambrosia Freyre y Villacís.Sobrino del sacerdote Francisco de Borja y Miguel de Heredia, Obispo de Trujillo y Tucumán. Fue nieto de Juan de Borja y Armendia, presidente de la Real Audiencia de Santafé de Bogotá, todos descendientes de la casa Borja.